# Каза Барбијери (Павија)
Каза Барбијери је насеље у Италији у округу Павија, региону Ломбардија.
Према процени из 2011. у насељу је живело 59 становника. Насеље се налази на надморској висини од 255 м.